# Jeroen D'hoedt
Jeroen D'hoedt, född 10 januari 1990, är en friidrottare från Belgien. Han deltog vid olympiska sommarspelen 2016.